# Resort y Casino Hyatt Regency Aruba
El Resort y Casino Hyatt Regency Aruba es un hotel y casino en Palm Beach, en la isla caribeña de Aruba, a cargo de Hyatt. Cuenta con 360 habitaciones y suites y está rodeado de jardines paisajísticos con una laguna. En el noveno piso del hotel se encuentra la Suite del Gobernador. Considerado uno de los mejores hoteles de la isla, junto con el Resort Marriott Aruba y el casino Stellaris, el hotel está decorado con "muebles de inspiración Decó y colores del carnaval moderno" y "pequeños balcones de París".